# Contea di Henderson (Carolina del Nord)
La contea di Henderson (in inglese Henderson County) è una contea dello Stato della Carolina del Nord, negli Stati Uniti. La popolazione al censimento del 2000 era di 89 173 abitanti. Il capoluogo di contea è Hendersonville.

## Storia
La contea di Henderson fu costituita nel 1838.